# 慕柯夫
慕柯夫（1921年1月27日—），原名慕显德，笔名柯夫，亦用名木柯夫，男，山东蓬莱人，中国剧作家。曾任中国戏剧家协会理事。